# Кордри, Роб
Роберт Уильям «Роб» Кордри (англ. Robert William «Rob» Corddry; род. 4 февраля 1971, Уэймут, Массачусетс, США) — американский актёр и комик. Известен своими ролями в фильмах «Однажды в Вегасе», «Машина времени в джакузи» и других.

## Биография
Роб Кордри родился и вырос в городе Уэймут, штат Массачусетс. Он является старшим братом актёра Нэйта Кордри. После окончания средней школы Уэймута в 1989 году, Роб поступил в университет штата Массачусетс Амхерст. Согласно интервью в журнал "UMass Амхерст", Роб Кордри планирует изучать журналистику.

## Фильмография
| Год       |   | Русское название                       | Оригинальное название                     | Роль                     |
| --------- | - | -------------------------------------- | ----------------------------------------- | ------------------------ |
| 2003      | ф | Старая закалка                         | Old School                                | Уаррен                   |
| 2004      | ф | Проигравшие                            | Blackballed: The Bobby Dukes Story        | Bobby Dukes              |
| 2006      | ф | Женюсь на первой встречной             | Wedding Daze                              | Кайл                     |
| 2006      | ф | Дети без присмотра                     | Unaccompanied Minors                      | Сэм Дэвенпорт            |
| 2006      | ф | Любовь и прочие неприятности           | Failure to Launch                         | Ган Салесман             |
| 2006      | ф | Артур и минипуты                       | Arthur and the Invisibles                 | Voice of Seides          |
| 2007      | ф | Десять заповедей                       | The Ten                                   | Дуэйн Розенблюм          |
| 2007      | ф | Девушка моих кошмаров                  | The Heartbreak Kid                        | Мак                      |
| 2007      | ф | Чак и Ларри: Пожарная свадьба          | I Now Pronounce You Chuck & Larry         | Джим                     |
| 2007      | ф | Лезвия славы: Звездуны на льду         | Blades of Glory                           | Брюс                     |
| 2008      | ф | Однажды в Вегасе                       | What Happens in Vegas                     | Стив Хардер              |
| 2008      | ф | Буш                                    | W.                                        | Ари Флейшер              |
| 2008      | ф | Полупрофессионал                       | Semi-Pro                                  | Кайл                     |
| 2008—2013 | с | Детская больница                       | Childrens Hospital                        | доктор Блэйк             |
| 2008      | ф | Низшее образование                     | Lower Learning                            | Биллингс                 |
| 2008      | ф | Гарольд и Кумар 2: Побег из Гуантанамо | Harold & Kumar Escape from Guantanamo Bay | Рон Фокс                 |
| 2009      | ф | Сезон побед                            | The Winning Season                        | Terry                    |
| 2009      | ф | Патриотвилль                           | Taking Chances                            | Mayor Cleveland Fishback |
| 2010      | ф | Машина времени в джакузи               | Hot tub time machine                      | Лу                       |
| 2010      | ф | Адский эндшпиль                        | Operation: Endgame                        | Чэриот                   |
| 2011      | ф | Совсем не бабник                       | Cedar Rapids                              | Гэри                     |
| 2012      | ф | Ищу друга на конец света               | Seeking a Friend for the End of the World | Уоррен                   |
| 2012      | ф | Тепло наших тел                        | Warm Bodies                               | М (далее Маркус)         |
| 2013      | ф | Дорога, дорога домой                   | The Way Way Back                          | Кип                      |
| 2013      | ф | Побег с планеты Земля                  | Escape from Planet Earth                  | Гари Супернова (озвучка) |
| 2013      | ф | Кровью и потом: Анаболики              | Pain & Gain                               | Джон Миз                 |
| 2014      | ф | Домашнее видео: Только для взрослых    | Sex Tape                                  | Бобби                    |
| 2015      | ф | Машина времени в джакузи 2             | Hot tub time machine 2                    | Лу                       |
| 2016      | ф | Новогодний корпоратив                  | Office Christmas Party                    | Джереми                  |
| 2024      | ф | Вальсируя с Брандо                     | Waltzing with Brando                      | Джек Беллин              |

## Телесериалы
| Год       | Русское название | Оригинальное название | Роль |
| --------- | ---------------- | --------------------- | ---- |
| 2015—2018 | Игроки           | Ballers               | Джо  |

## Награды и Почётные звания
- В 2009 году Роб Кордри был номинирован на премию Streamy Awards, как лучший писатель комедийного сериала «Детская больница».
- В 2011 году, Кордри выиграл «Лучший Очерк/Альтернативная комедия» в сериале «Детская больница».